# Arlington Stadium
O Arlington Stadium foi um estádio de beisebol localizado em Arlington, Texas, Estados Unidos, entre as cidades de Dallas e Fort Worth. Serviu como casa do Texas Rangers da (MLB) de 1972 até 1993, quando a equipe se mudou para o novo The Ballpark in Arlington (agora Globe Life Park in Arlington), que tem sido a casa do time desde 1994.